# Leichtathletik-Weltmeisterschaften 2009/Dreisprung der Männer

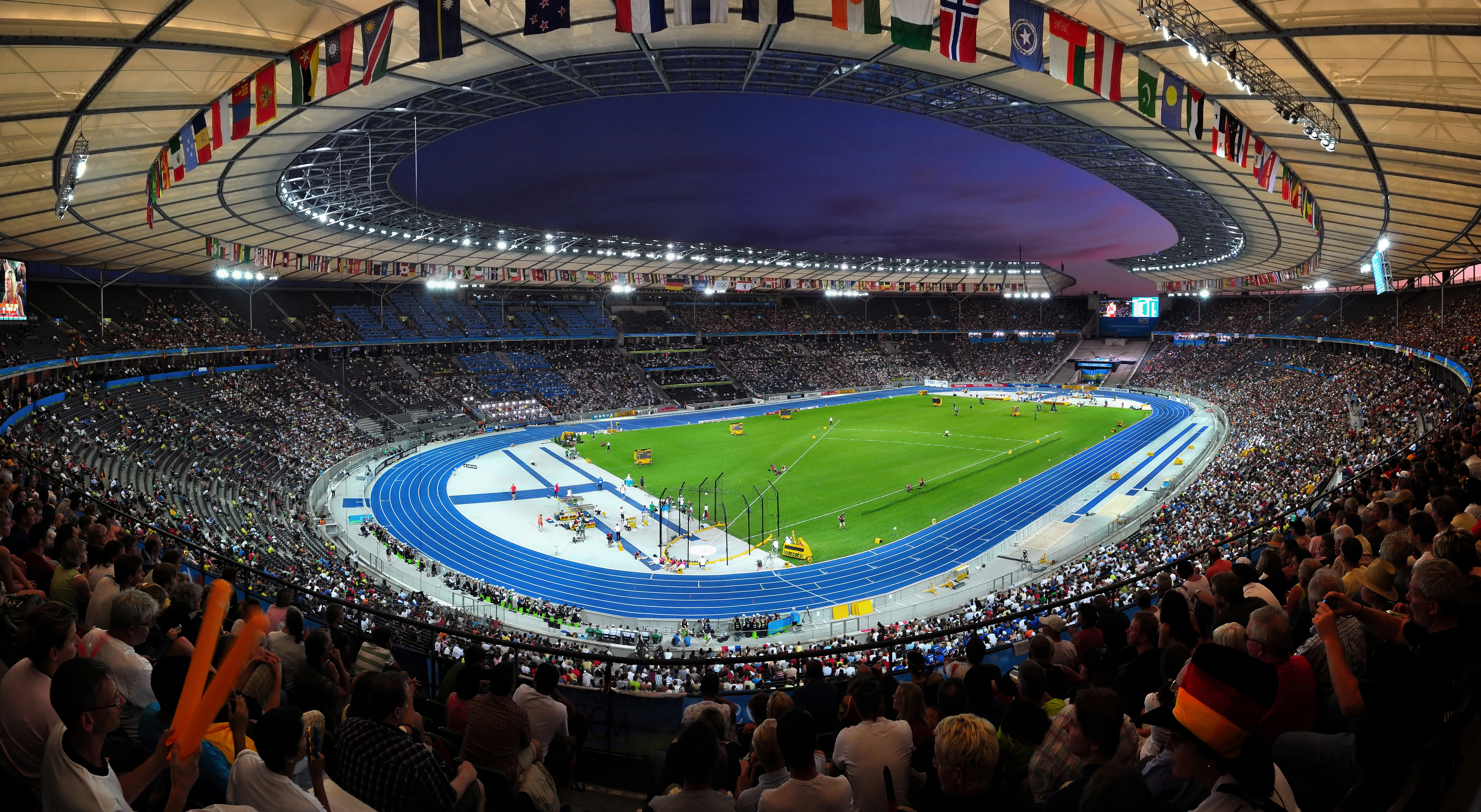
Das Berliner Olympiastadion während der Leichtathletik-Weltmeisterschaften

Der Dreisprung der Männer bei den Leichtathletik-Weltmeisterschaften 2009 wurde am 16. und 18. August 2009 im Olympiastadion der deutschen Hauptstadt Berlin ausgetragen.
Weltmeister wurde der britische Olympiazweite von 2008 Phillips Idowu. Er gewann vor dem portugiesischen Titelverteidiger und aktuellen Olympiasieger Nelson Évora. Bronze ging an den Kubaner Alexis Copello.

## Bestehende Rekorde
| Weltrekord               | 18,29 m | Jonathan Edwards | WM 1995 in Göteborg, Schweden | 7. Juli 1995 |
| Weltmeisterschaftsrekord | 18,29 m | Jonathan Edwards | WM 1995 in Göteborg, Schweden | 7. Juli 1995 |

Der bestehende WM-Rekord wurde bei diesen Weltmeisterschaften nicht eingestellt und nicht verbessert.
Es wurden eine Weltjahresbestleistung und ein Landesrekord aufgestellt:
- Weltjahresbestleistung: 17,73 m – Phillips Idowu (Großbritannien), Finale am 18. August
- Landesrekord: 16,70 m – Hugo Chila (Ecuador), Qualifikation (Gruppe B) am 16. August

## Doping
Der in der Qualifikation ausgeschiedene Brasilianer Leonardo Elisiario dos Santos wurde im Juni 2009 bei den Südamerikameisterschaften in Peru positiv getestet. Die Disziplinarkommission des Brasilianischen Leichtathletikverbands sperrte ihn im Jahr 2010 zusammen mit zwei weiteren Athleten für zwei Jahre.

## Windbedingungen
In den folgenden Ergebnisübersichten sind die Windbedingungen zu den einzelnen Sprüngen benannt. Der erlaubte Grenzwert liegt bei zwei Metern pro Sekunde. Bei stärkerer Windunterstützung wird die Weite für den Wettkampf gewertet, findet jedoch keinen Eingang in Rekord- und Bestenlisten.
Hier gab es keinen einzigen Sprung unter unzulässigen Windbedingungen.

## Legende
Kurze Übersicht zur Bedeutung der Symbolik – so üblicherweise auch in sonstigen Veröffentlichungen verwendet:
| – | verzichtet |
| x | ungültig   |

## Qualifikation
16. August 2009, 19:00 Uhr
45 Teilnehmer traten in zwei Gruppen zur Qualifikationsrunde an. Die Qualifikationsweite für den direkten Finaleinzug betrug 17,15 m. Fünf Athleten erreichten oder übertrafen diese Marke (hellblau unterlegt). Das Finalfeld wurde mit den sieben nächstplatzierten Sportlern auf zwölf Springer aufgefüllt (hellgrün unterlegt). So mussten schließlich 16,96 m für die Finalteilnahme erbracht werden.

### Gruppe A
| Platz | Name                 | Nation         | Resultat (m) | 1. Versuch (m) Wind (m/s) | 2. Versuch (m) Wind (m/s) | 3. Versuch (m) Wind (m/s) |
| 1     | Phillips Idowu       | Großbritannien | 17,32        | 17,10 / ±0,0              | 17,32 / +0,3              | –                         |
| 2     | Leevan Sands         | Bahamas        | 17,20        | 17,02 / +0,1              | 16,84 / ±0,0              | 17,20 / −0,4              |
| 3     | Arnie David Giralt   | Kuba           | 17,15        | 16,92 / −0,4              | x                         | 17,15 / −0,2              |
| 4     | Momchil Karailiev    | Bulgarien      | 17,07        | x                         | 16,87 / +0,4              | 17,07 / ±0,0              |
| 5     | Igor Spassowchodski  | Russland       | 17,02        | 16,87 / +1,0              | 16,84 / −0,3              | 17,02 / +0,1              |
| 6     | Nathan Douglas       | Großbritannien | 17,00        | 17,00 / ±0,0              | x                         | 16,90 / −0,2              |
| 7     | Dmitrij Vaľukevič    | Slowakei       | 16,96        | 16,96 / −0,8              | 16,69 / −0,3              | 16,85 / −0,1              |
| 8     | Onochie Achike       | Großbritannien | 16,94        | 16,88 / +0,6              | 16,94 / +0,3              | x                         |
| 9     | Fabrizio Schembri    | Italien        | 16,88        | 16,88 / +0,1              | 16,88 / −0,4              | x                         |
| 10    | Yoandris Betanzos    | Kuba           | 16,77        | x                         | x                         | 16,77 / ±0,0              |
| 11    | Dsmitryj Dsjazuk     | Belarus        | 16,58        | 16,58 / +0,5              | 16,15 / +0,1              | x                         |
| 12    | Kim Deok-hyeon       | Südkorea       | 16,58        | x                         | 16,02 / −0,6              | 16,58 / −0,2              |
| 13    | Jewhen Semenenko     | Ukraine        | 16,54        | 16,29 / ±0,0              | 16,52 / ±0,0              | 16,54 / +0,2              |
| 14    | Julian Reid          | Jamaika        | 16,49        | 16,41 / +0,6              | 16,39 / +0,7              | 16,16 / +0,2              |
| 15    | Jefferson Sabino     | Brasilien      | 16,34        | x                         | 16,24 / +0,6              | 16,34 / −0,6              |
| 16    | Samyr Lainé          | Haiti          | 16,34        | x                         | 16,06 / +0,1              | 16,34 / ±0,0              |
| 17    | Kenta Bell           | USA            | 16,32        | x                         | 16,32 / ±0,0              | 16,18 / −0,4              |
| 18    | Mohamed Yusuf Salman | Bahrain        | 16,05        | x                         | 16,05 / +0,2              | 15,71 / −0,3              |
| 19    | Vladimir Letnicov    | Moldau         | 15,88        | 15,28 / +0,1              | 15,77 / +0,3              | 15,88 / ±0,0              |
| 20    | Fabrizio Donato      | Italien        | 15,81        | 15,81 / ±0,0              | x                         | x                         |
| 21    | Andrés Capellán      | Spanien        | 15,80        | 15,35 / +0,6              | 15,80 / −0,5              | 15,67 / +0,1              |
| NM    | Charles Friedek      | Deutschland    | ogV          | x                         | x                         | x                         |
| DNS   | Yochai Halevi        | Israel         |              |                           |                           |                           |

In Qualifikationsgruppe A ausgeschiedene Dreispringer:

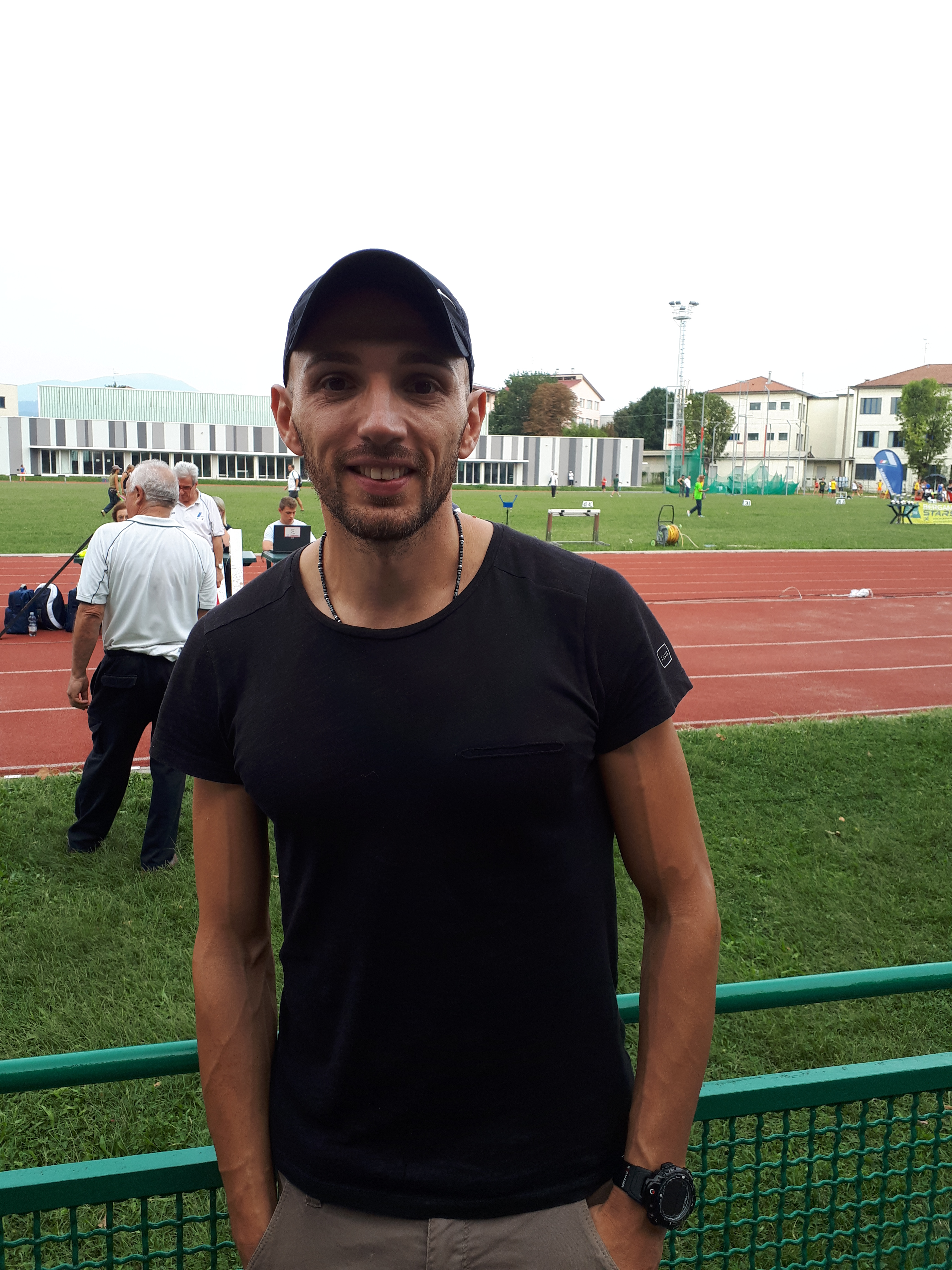
Fabrizio Schembri Rang neun mit 16,88 m
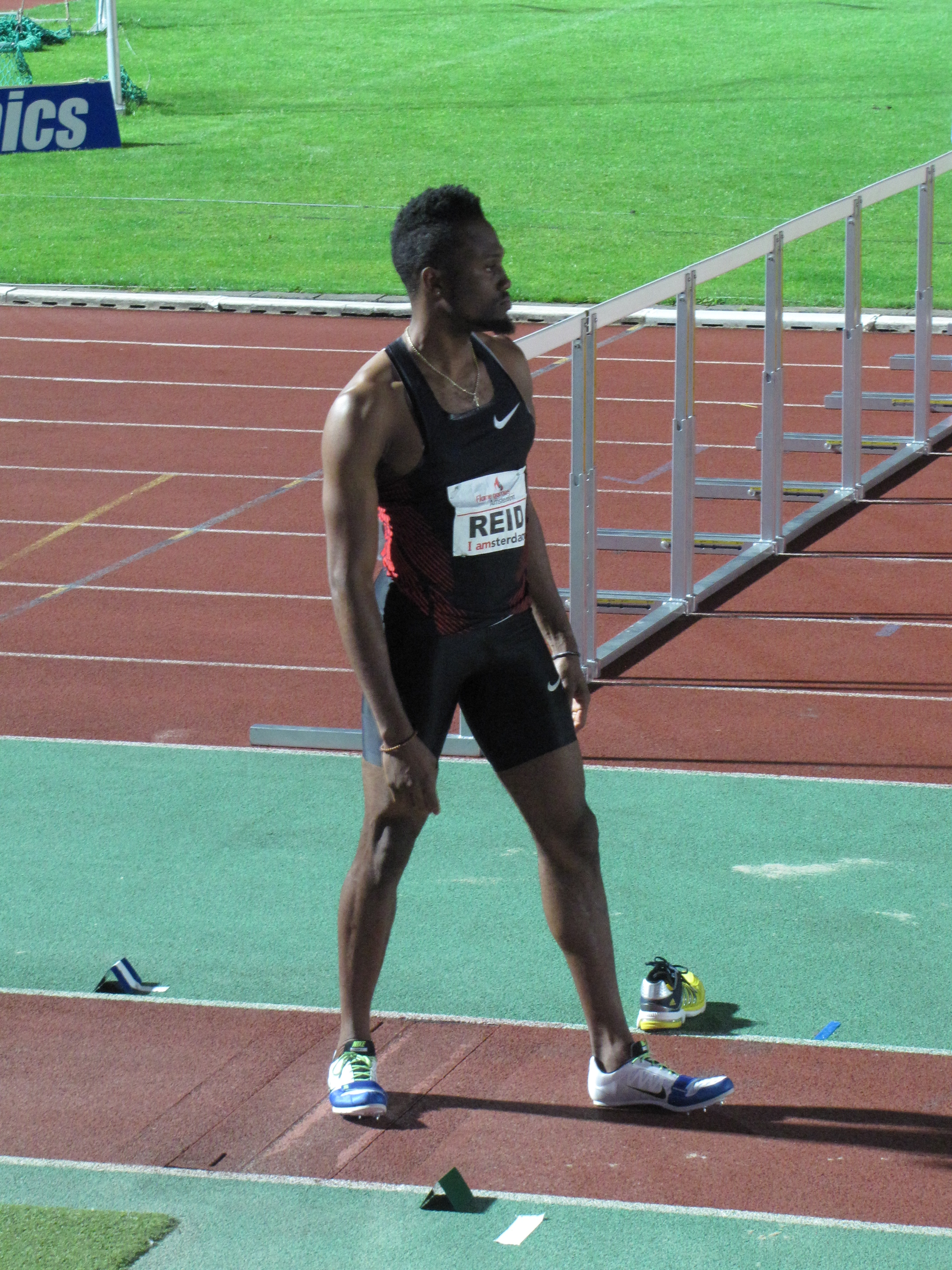
Julian Reid Rang vierzehn mit 16,49 m
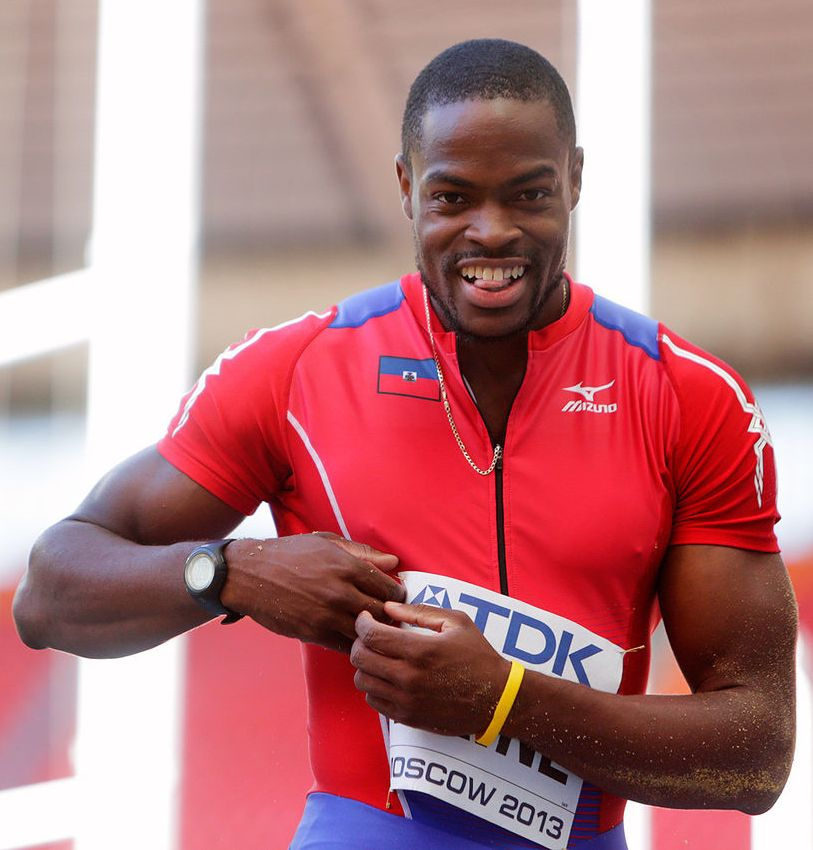
Samyr Lainé Rang sechzehn mit 16,34 m
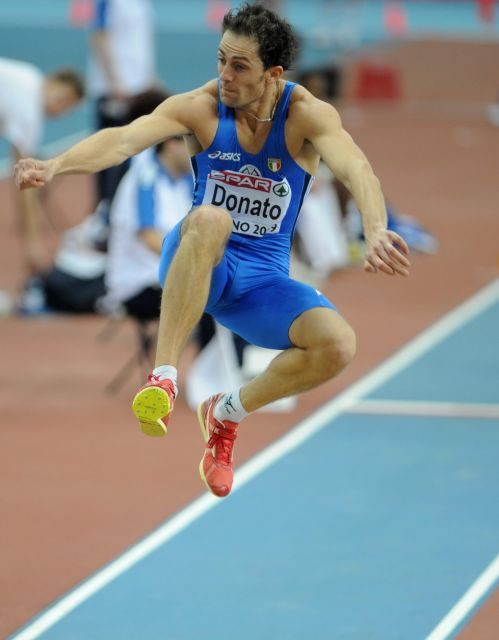
Fabrizio Donato Rang zwanzig mit 15,81 m

### Gruppe B
| Platz | Name                          | Nation              | Resultat (m) | 1. Versuch (m) Wind (m/s) | 2. Versuch (m) Wind (m/s) | 3. Versuch (m) Wind (m/s) |
| 1     | Nelson Évora                  | Portugal            | 17,44        | 17,44 / +0,6              | –                         | –                         |
| 2     | Li Yanxi                      | Volksrepublik China | 17,27        | 16,78 / +0,5              | 17,27 / +0,9              | –                         |
| 3     | Teddy Tamgho                  | Frankreich          | 17,11        | x                         | 17,11 / +0,2              | x                         |
| 4     | Jadel Gregório                | Brasilien           | 17,06        | 17,06 / +0,8              | x                         | 15,48 / −0,1              |
| 5     | Alexis Copello                | Kuba                | 16,99        | 16,99 / +0,2              | 16,78 / −0,2              | 16,98 / +0,3              |
| 6     | Brandon Roulhac               | USA                 | 16,94        | 16,78 / +0,4              | 16,56 / +0,5              | 16,94 / +0,5              |
| 7     | Tosin Oke                     | Nigeria             | 16,87        | 16,87 / +0,5              | 16,82 / +0,4              | x                         |
| 8     | Randy Lewis                   | Grenada             | 16,73        | 16,73 / +0,2              | 13,38 / ±0,0              | 16,52 / −0,5              |
| 9     | Mykola Sawolajnen             | Ukraine             | 16,72        | 16,68 / +0,1              | 16,64 / +0,3              | 16,72 / +0,2              |
| 10    | Hugo Chila                    | Ecuador             | 16,70 NR     | 16,34 / +0,3              | 16,70 / +0,2              | 16,52 / −0,4              |
| 11    | Hugo Mamba-Schlick            | Kamerun             | 16,63        | 16,21 / +0,1              | 16,06 / −0,1              | 16,63 / −0,2              |
| 12    | Walter Davis                  | USA                 | 16,62        | 16,27 / +0,4              | 16,62 / +0,4              | 15,87 / +0,1              |
| 13    | Alwyn Jones                   | Australien          | 16,57        | 16,20 / ±0,0              | 16,57 / +0,3              | 16,50 / +0,1              |
| 14    | Wiktor Jastrebow              | Ukraine             | 16,31        | x                         | 16,31 / −0,7              | 16,15 / −0,2              |
| 15    | Jewgeni Plotnir               | Russland            | 16,29        | 16,13 / +0,3              | 16,29 / −0,5              | 15,96 / +0,1              |
| 16    | Dimitris Tsiamis              | Griechenland        | 16,23        | 15,68 / +0,3              | 16,23 / +0,2              | x                         |
| 17    | Daniele Greco                 | Italien             | 16,18        | 16,18 / +0,1              | x                         | x                         |
| 18    | Jewgeni Ektow                 | Kasachstan          | 16,13        | 16,13 / ±0,0              | x                         | 16,01 / ±0,0              |
| 19    | Mantas Dilys                  | Litauen             | 16,09        | 16,09 / +0,7              | 16,02 / −0,1              | 15,70 / ±0,0              |
| 20    | Lauri Leis                    | Estland             | 15,98        | 15,28 / +0,6              | 15,98 / +0,4              | 15,84 / +0,1              |
| 21    | Nguyễn Văn Hùng               | Vietnam             | 15,56        | x                         | 15,03 / +0,5              | 15,56 / −0,3              |
| 22    | Si Kuan Wong                  | Macau               | 14,78        | x                         | 14,78 / ±0,0              | 14,71 / −0,1              |
| DOP   | Leonardo Elisiario dos Santos | Brasilien           |              |                           |                           |                           |

In Qualifikationsgruppe B ausgeschiedene Dreispringer:

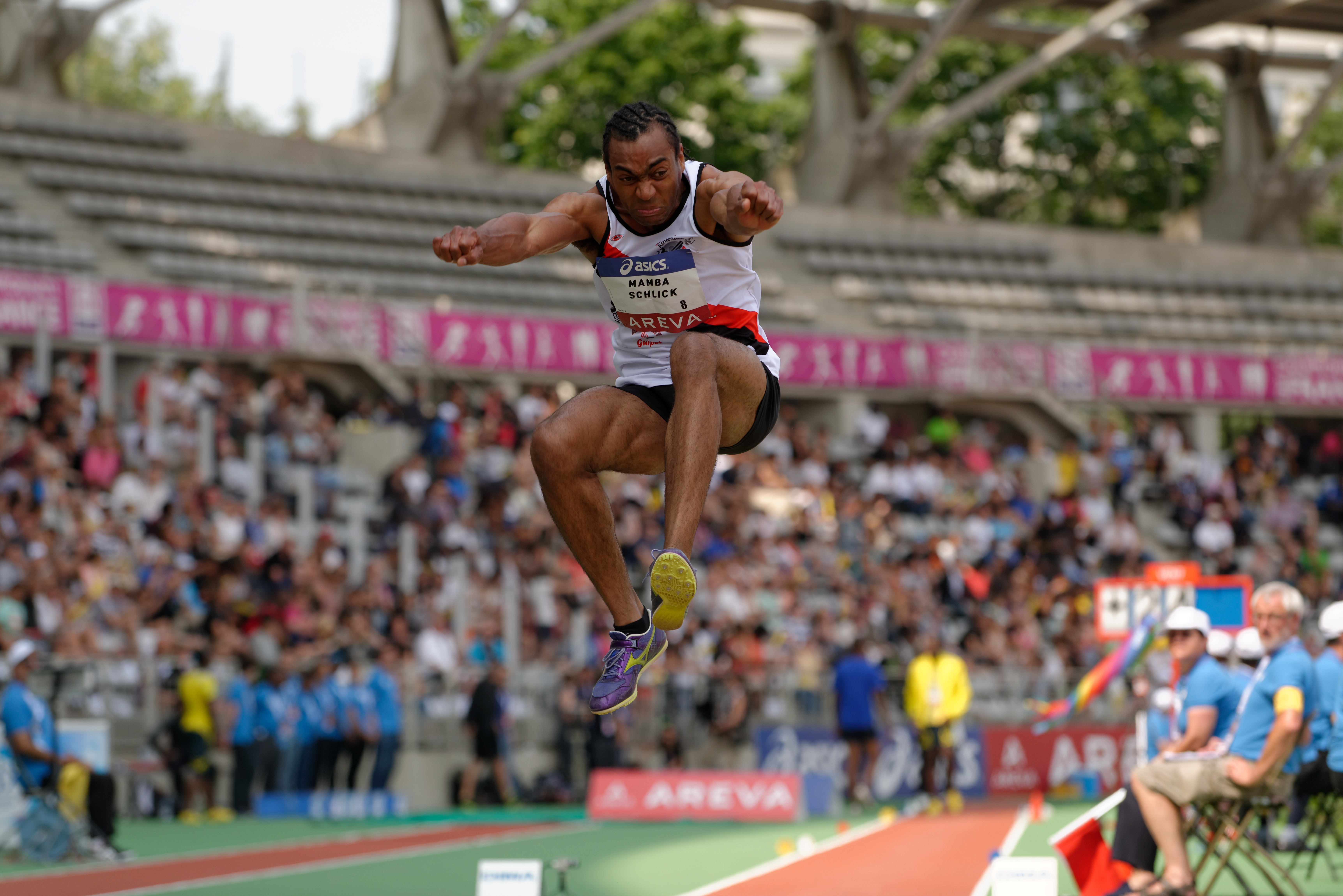
Hugo Mamba-Schlick Rang elf mit 16,63 m
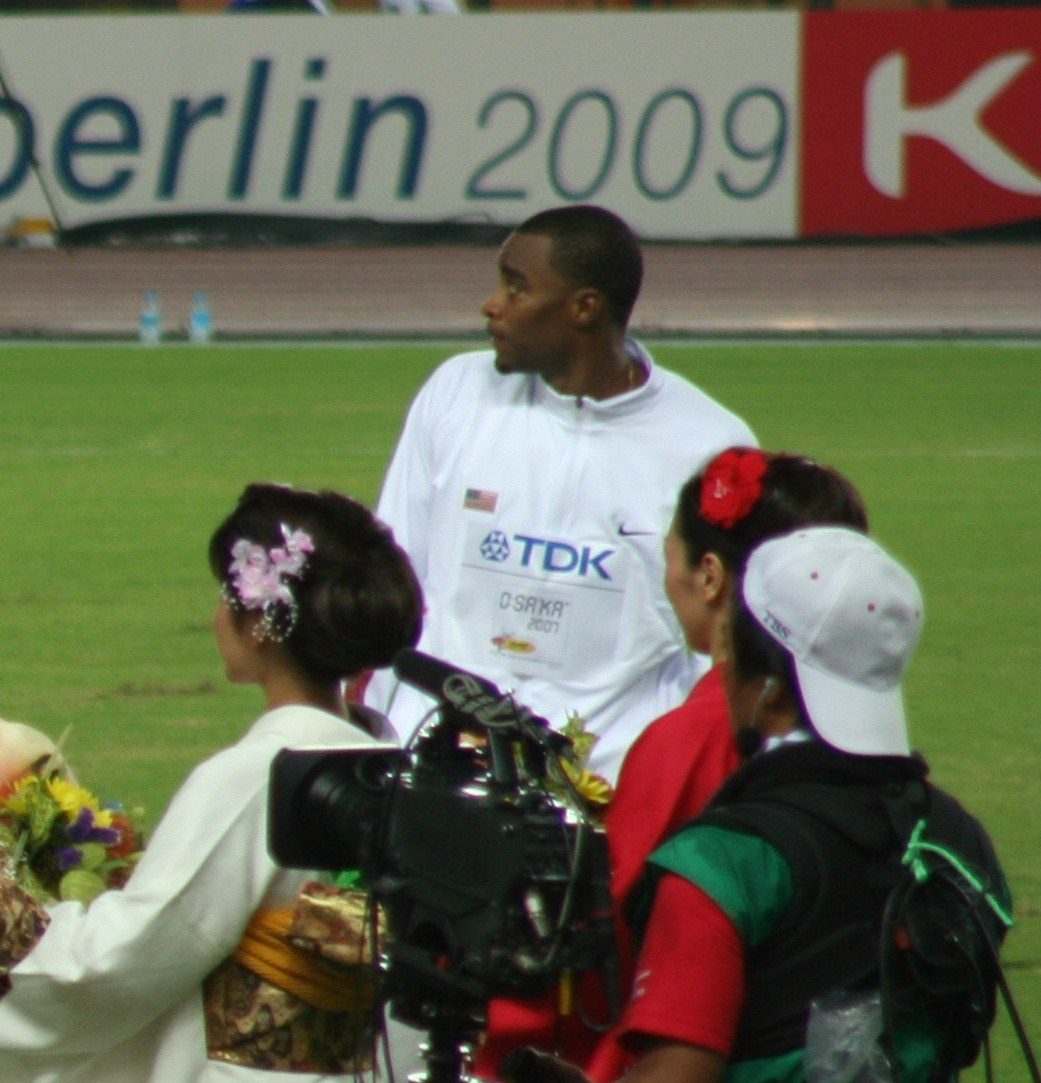
Walter Davis Rang zwölf mit 16,62 m
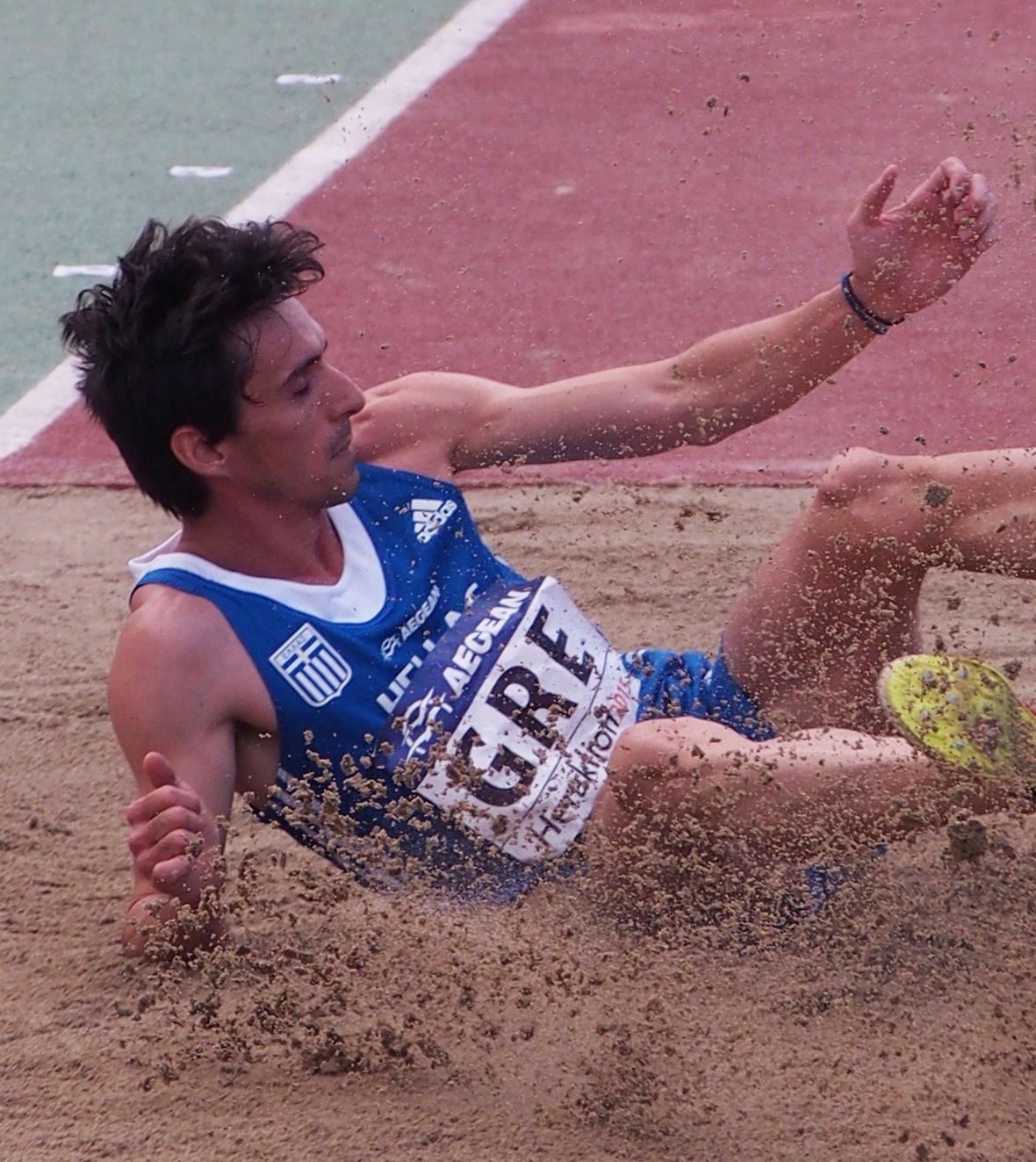
Dimítris Tsiámis Rang sechzehn mit 16,23 m
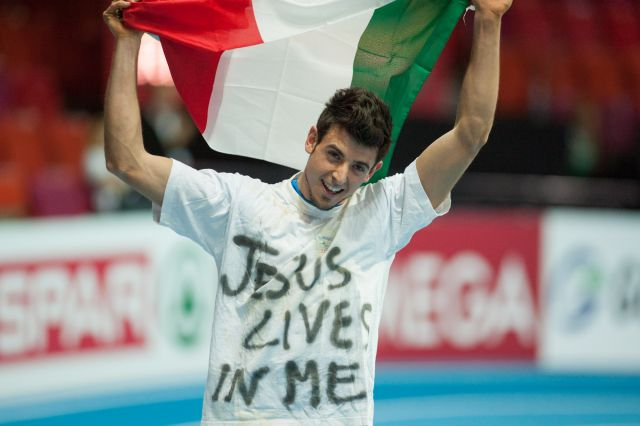
Fabrizio Donato Rang siebzehn mit 16,18 m

## Finale
18. August 2009, 18:05 Uhr
| Platz | Name                | Nation              | Resultat (m) | 1. Versuch (m) Wind (m/s) | 2. Versuch (m) Wind (m/s) | 3. Versuch (m) Wind (m/s) | 4. Versuch (m) Wind (m/s)                | 5. Versuch (m) Wind (m/s)                | 6. Versuch (m) Wind (m/s)                |
| 1     | Phillips Idowu      | Großbritannien      | 17,73 WL     | 17,51 / ±0,0              | 17,44 / +0,1              | 17,73 / ±0,0              | x                                        | x                                        | x                                        |
| 2     | Nelson Évora        | Portugal            | 17,55        | 17,54 / −0,3              | x                         | 17,38 / +0,1              | x                                        | 17,33 / +0,2                             | 17,55 / +0,1                             |
| 3     | Alexis Copello      | Kuba                | 17,36        | 17,06 / −0,2              | 17,19 / +0,2              | 14,82 / +0,4              | x                                        | 17,04 / −0,3                             | 17,36 / −0,1                             |
| 4     | Leevan Sands        | Bahamas             | 17,32        | 17,20 / +0,8              | 17,08 / −0,4              | 16,96 / −0,1              | 17,05 / −0,1                             | 17,32 / −0,5                             | 16,99 / −0,2                             |
| 5     | Arnie David Giralt  | Kuba                | 17,26        | 17,26 / ±0,0              | 17,18 / +0,2              | x                         | 17,19 / +0,1                             | 17,01 / −0,6                             | 17,06 / +0,1                             |
| 6     | Li Yanxi            | Volksrepublik China | 17,22        | 16,95 / +0,6              | 16,92 / ±0,0              | 14,23 / ±0,0              | 17,23 / +1,1                             | x                                        | 16,75 / +0,2                             |
| 7     | Igor Spassowchodski | Russland            | 16,91        | 16,73 / +0,2              | 16,91 / −0,3              | 14,66 / +0,1              | 14,75 / +0,3                             | 16,37 / +0,1                             | x                                        |
| 8     | Jadel Gregório      | Brasilien           | 16,89        | x                         | 16,89 / −0,1              | 16,84 / ±0,0              | 16,70 / ±0,0                             | x                                        | x                                        |
| 9     | Momchil Karailiev   | Bulgarien           | 16,82        | 16,82 / +0,3              | 16,78 / +0,3              | 16,81 / ±0,0              | nicht im Finale der besten acht Springer | nicht im Finale der besten acht Springer | nicht im Finale der besten acht Springer |
| 10    | Nathan Douglas      | Großbritannien      | 16,79        | 16,78 / −0,1              | 15,44 / ±0,0              | 16,79 / −0,1              | nicht im Finale der besten acht Springer | nicht im Finale der besten acht Springer | nicht im Finale der besten acht Springer |
| 11    | Teddy Tamgho        | Frankreich          | 16,79        | x                         | 16,79 / −0,6              | x                         | nicht im Finale der besten acht Springer | nicht im Finale der besten acht Springer | nicht im Finale der besten acht Springer |
| 12    | Dmitrij Vaľukevič   | Slowakei            | 16,54        | x                         | x                         | 16,54 / +0,3              | nicht im Finale der besten acht Springer | nicht im Finale der besten acht Springer | nicht im Finale der besten acht Springer |

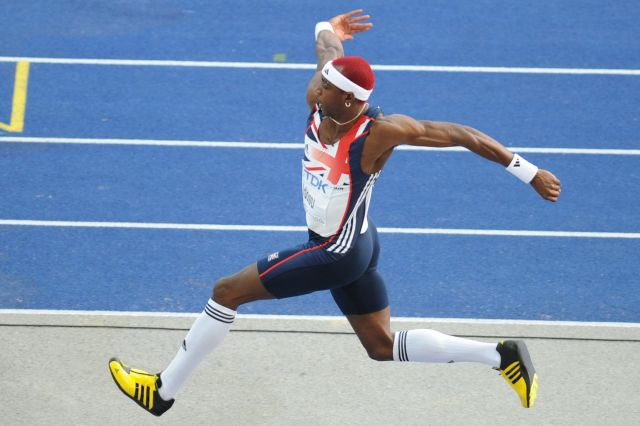
Weltmeister Phillips Idowu in Aktion
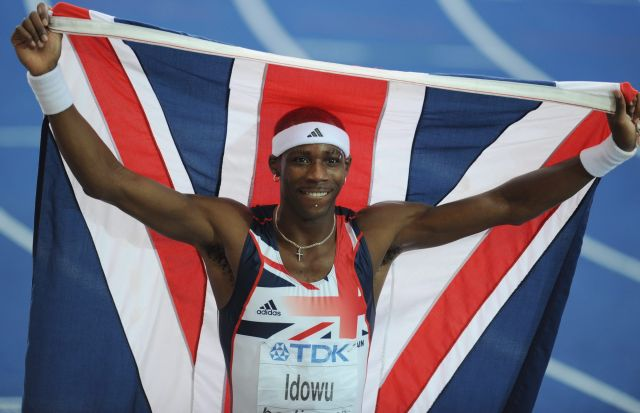
Phillips Idowu – nach Rang zwei bei Olympia 2008 nun der WM-Titel
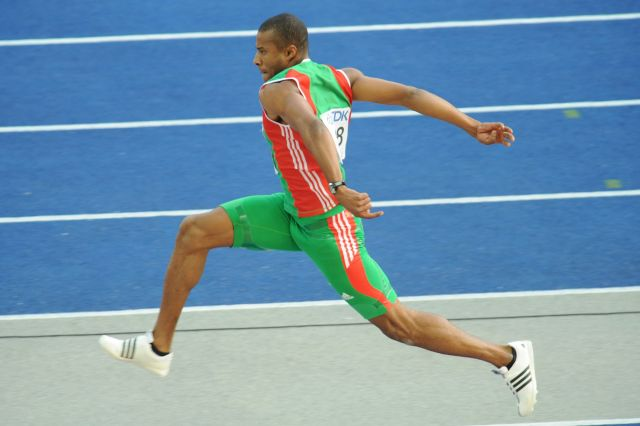
Vizeweltmeister wurde der Titelverteidiger und aktuelle Olympiasieger Nelson Évora
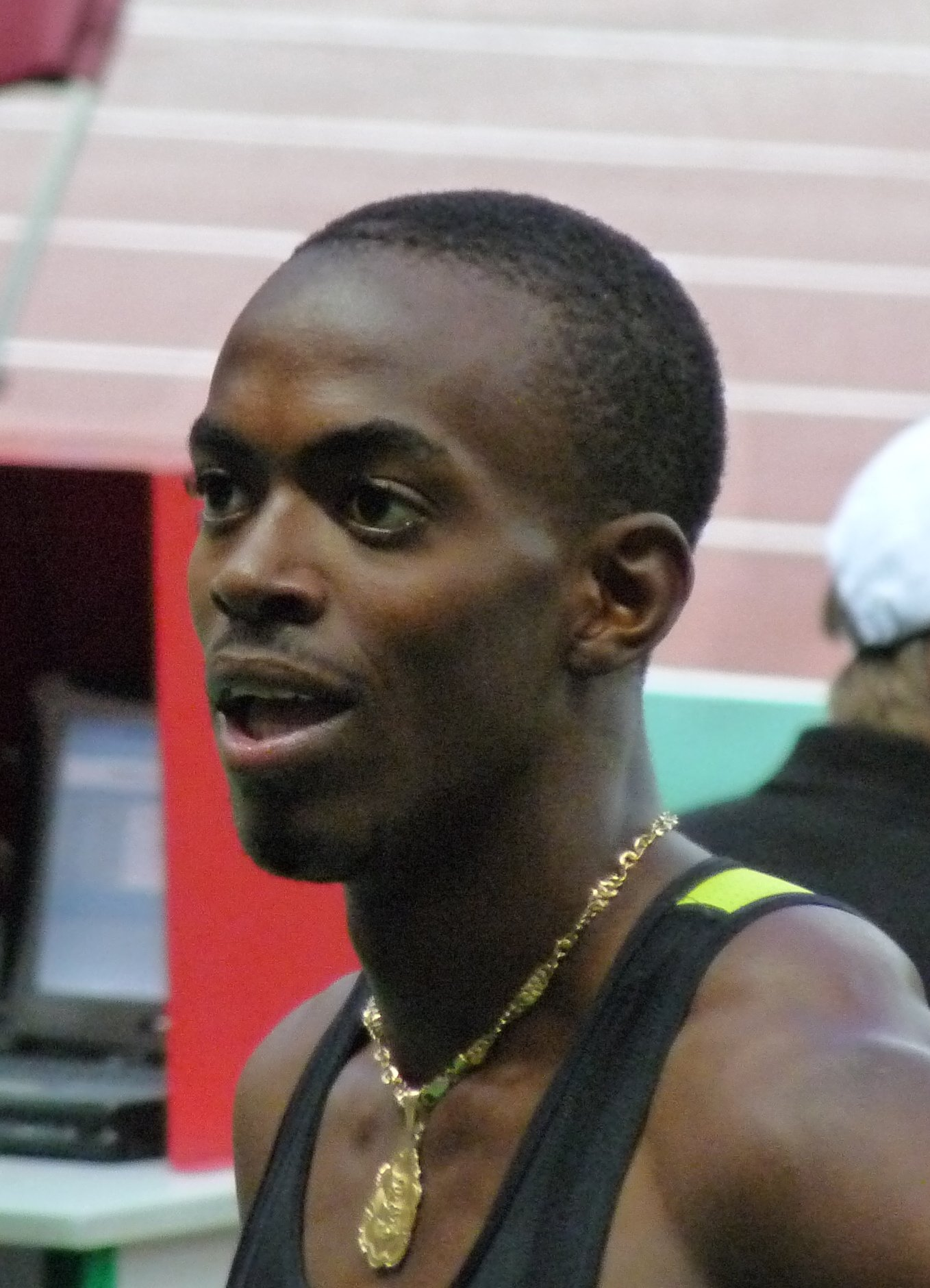
Bronzemedaillengewinner Alexis Copello
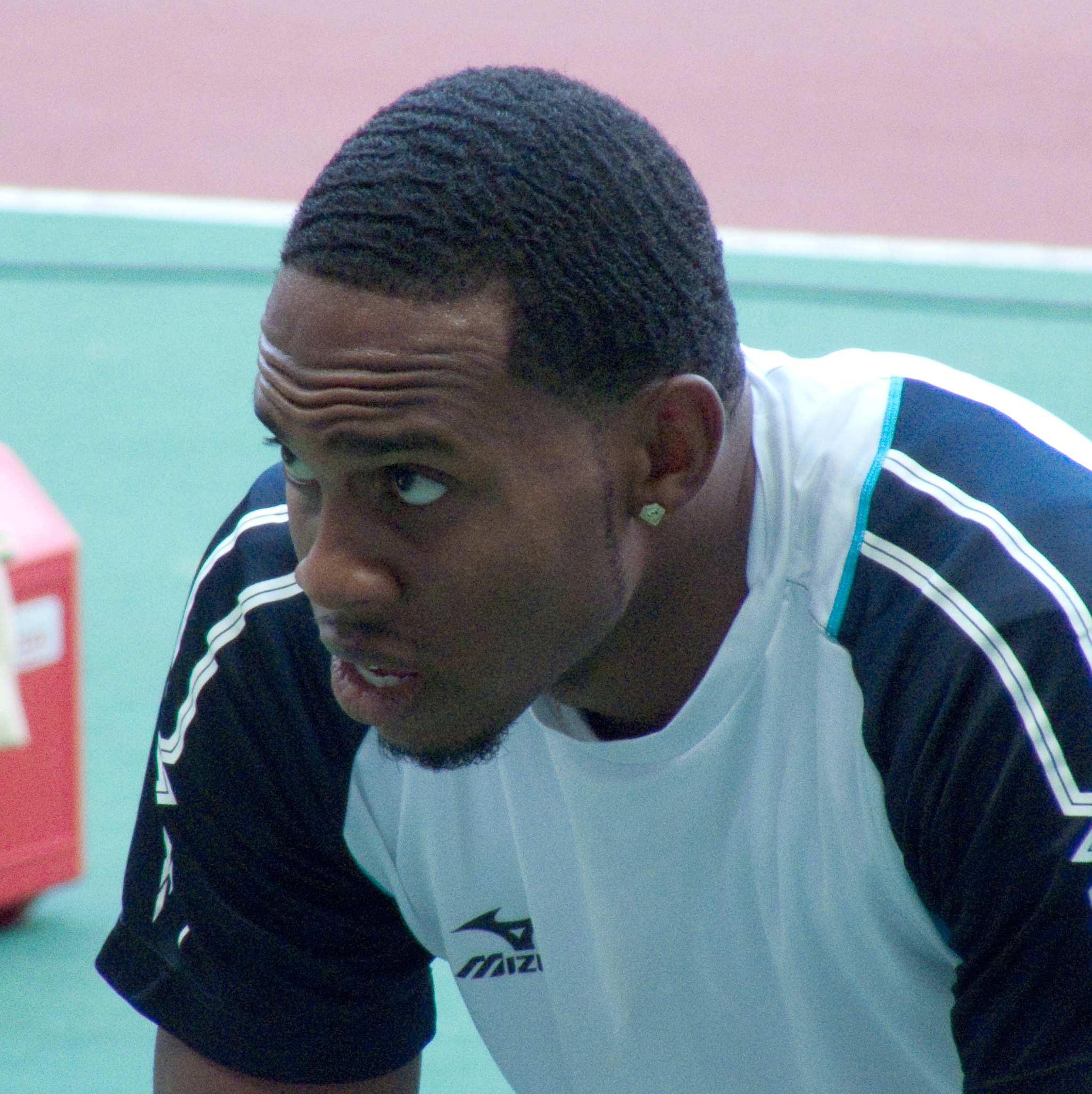
Der viertplatzierte Leevan Sands
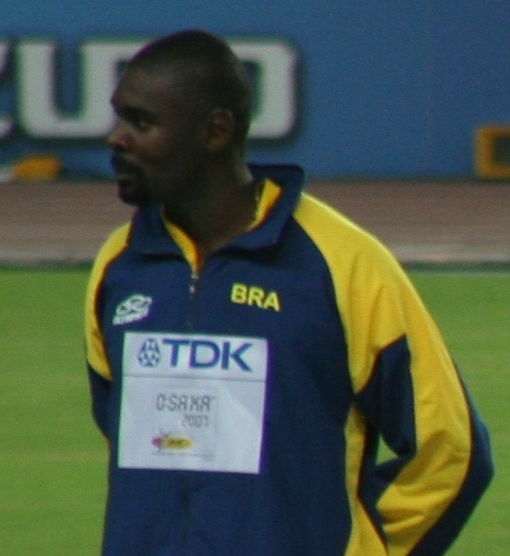
Jadel Gregório belegte Rang acht
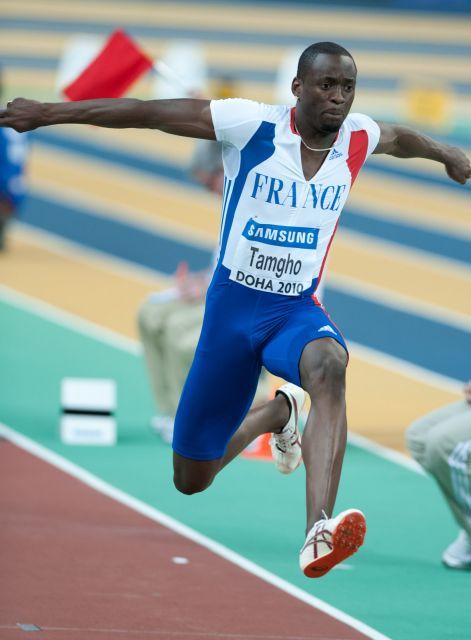
Rang elf für Teddy Tamgho

## Video
- 2009 Triple Jump Finals, Berlin.mp4, youtube.com, abgerufen am 26. November 2020